# Sentimiento, elegancia y más maldad
Sentimiento, elegancia y más maldad es el octavo álbum de estudio del cantante estadounidense Arcángel, lanzado el 17 de noviembre de 2023 a través de Rimas Entertainment. Su publicación coincide con los diez años de lanzamiento de su segundo álbum de estudio Sentimiento, elegancia & maldad (2013). El álbum cuenta con las colaboraciones de De la Ghetto, Feid, Grupo Frontera, Jowell & Randy, Quevedo, Peso Pluma y Rauw Alejandro.

## Antecedentes y lanzamiento
El 9 de noviembre de 2023, Arcángel anunció el álbum a través de sus redes sociales, programado para ser lanzado el 17 de noviembre, junto con el lanzamiento de «Plutón», como segundo adelanto de la producción.

## Composición
El álbum tiene 19 canciones y combina varios géneros de música latina, como el reguetón, trap latino, electrónica, entre otros. Contiene colaboraciones con Grupo Frontera, Quevedo, Rauw Alejandro, De la Ghetto, Jowell & Randy, Peso Pluma y Feid. La mayor parte de la producción del álbum corre a cargo de Dímelo Flow, junto con Tainy y varios coproductores.

## Sencillos
El álbum fue promocionado por cuatro sencillos:
- «La chamba» junto al cantante mexicano de música regional mexicana, Peso Pluma, fue lanzado el 30 de octubre de 2023 como el sencillo debut del álbum.[8]
- «Plutón» fue lanzado como segundo sencillo el 9 de noviembre de 2023.[9]
- «ALV» junto a la banda mexicano-estadounidense Grupo Frontera, fue lanzado el 16 de noviembre de 2023 como el tercer sencillo, solo un día antes del lanzamiento del álbum.[10]
- «Me gusta tu flow» fue lanzado como el cuarto sencillo el 28 de noviembre de 2023.[11]

## Lista de canciones
| Lista de canciones de Sentimiento, elegancia y más maldad |                                                 | |                                              |          |  |
| N.º                                                       | Título                                          | Escritor(es)                                                                                        | Productor(es)                                | Duración |  |
| 1.                                                        | «Glory»                                         | Austin Agustín Santos                                                                               | Flow BK Predicador                           | 1:05     |  |
| 2.                                                        | «El palo»                                       | Austin Agustín Santos                                                                               | D-Note                                       | 3:34     |  |
| 3.                                                        | «Me gusta tu flow»                              | Austin Agustín Santos Edgar Barrera Kevyn Mauricio Cruz Nicolás Jaña Galleguillo Andrés Jael Correa | Edgar Barrera Taiko Keityn                   | 2:57     |  |
| 4.                                                        | «Plutón»                                        | Austin Agustín Santos Jeremy Santos                                                                 | Dímelo Flow BK John El Diver Sir Boss        | 2:25     |  |
| 5.                                                        | «ALV» (junto a Grupo Frontera)                  | Austin Agustín Santos Edgar Barrera Dímelo Flow Kemzo Andy BK Jhon                                  | Edgar Barrera Dímelo Flow                    | 3:44     |  |
| 6.                                                        | «Antonio Banderas»                              | Austin Agustín Santos                                                                               | D-Note                                       | 3:02     |  |
| 7.                                                        | «Rosita»                                        | Austin Agustín Santos Andrés Jael Correa                                                            | Botlok Dímelo Flow                           | 2:40     |  |
| 8.                                                        | «Los roques» (junto a Quevedo)                  | Austin Agustín Santos Pedro Luis Domínguez Quevedo Ramses Ivan Herrera                              | Dímelo Flow BK John El Diver                 | 2:51     |  |
| 9.                                                        | «Psicópata»                                     | Austin Agustín Santos                                                                               | D-Note                                       | 2:48     |  |
| 10.                                                       | «FP» (junto a Rauw Alejandro)                   | Austin Agustín Santos Raúl Alejandro Ocasio Ruiz Ramses Ivan Herrera Jeremy Ruiz                    | Dímelo Flow BK Sir Boss                      | 2:51     |  |
| 11.                                                       | «Qué tengo que hacer»                           | Austin Agustín Santos                                                                               | J Melodize Dímelo Flow Manny Flow Predicador | 2:52     |  |
| 12.                                                       | «Condado»                                       | Austin Agustín Santos Isaac Ortíz                                                                   | Dímelo Flow BK                               | 2:31     |  |
| 13.                                                       | «Yoshi» (junto a De la Ghetto y Jowell & Randy) | Austin Agustín Santos Rafael Castillo Torres Randy Ariel Ortíz Acevedo Joel Alexis Muñoz Martínez   | PM Dímelo Flow Yarzy                         | 3:22     |  |
| 14.                                                       | «Bali»                                          | Austin Agustín Santos Jeremy Santos                                                                 | Dímelo Flow PM Hake                          | 2:48     |  |
| 15.                                                       | «La chamba» (junto a Peso Pluma)                | Austin Agustín Santos Hassan Emilio Kabande Laija Nicole Denise Cucco                               | Tainy                                        | 2:53     |  |
| 16.                                                       | «Rápido»                                        | Austin Agustín Santos                                                                               | Dímelo Flow John El Diver BK Sir Boss        | 2:35     |  |
| 17.                                                       | «No tiene nombre esta canción»                  | Austin Agustín Santos Jeremy Ruiz Carlos Torrejón                                                   | Dímelo Flow BK Sir Boss                      | 2:54     |  |
| 18.                                                       | «Arca 10Mil» (junto a Feid)                     | Austin Agustín Santos Salomón Villada Hoyos Andrés David Restrepo Echavarría                        | Jota Rosa Albert Hype                        | 3:00     |  |
| 19.                                                       | «Los tiempos cambian»                           | Austin Agustín Santos                                                                               | Light GM                                     | 3:25     |  |
| 54:25                                                     |                                                 | |                                              |          |  |

## Posicionamiento en listas
| Lista (2023)                         | Mejor posición |
| ------------------------------------ | -------------- |
| España (Top 100 Álbumes)             | 13             |
| Estados Unidos (Billboard 200)       | 195            |
| Estados Unidos (Latin Rhythm Albums) | 6              |
| Estados Unidos (Top Latin Albums)    | 10             |

## SE+M Tour

### Fechas
| Fecha                   | Ciudad              | País        | Recinto                               |
| ----------------------- | ------------------- | ----------- | ------------------------------------- |
| Latinoamérica           |                     |             |                                       |
| 10 de febrero de 2024   | San José            | Costa Rica  | Centros de Eventos Pedregal           |
| 12 de febrero de 2024   | Cochabamba          | Bolivia     | Fexco                                 |
| 13 de febrero de 2024   | Santa Cruz          | Bolivia     | Fexpocruz                             |
| 4 de abril de 2024      | Santiago            | Chile       | Movistar Arena                        |
| 6 de abril de 2024      | Asunción            | Paraguay    | Jockey Club                           |
| 9 de mayo de 2024       | Mérida              | México      | Foro GNP Seguros                      |
| 11 de mayo de 2024      | León                | México      | Velaria de la Feria                   |
| 12 de mayo de 2024      | Puebla              | México      | Auditorio GNP Seguros                 |
| 16 de mayo de 2024      | Tijuana             | México      | Plaza Monumental de Playas de Tijuana |
| 17 de mayo de 2024      | Monterrey           | México      | Auditorio citiBanamex                 |
| 18 de mayo de 2024      | Guadalajara         | México      | Arena VFG                             |
| 21 de mayo de 2024      | Ciudad de México    | México      | Palacio de los Deportes               |
| 23 de mayo de 2024      | Ciudad de Panamá    | Panamá      | Plaza Amador                          |
| 24 de mayo de 2024      | Managua             | Nicaragua   | Polideportivo Alexis Argüello         |
| 25 de mayo de 2024      | Ciudad de Guatemala | Guatemala   | Explanada Cardales de Cayalá          |
| 30 de mayo de 2024      | Tegucigalpa         | Honduras    | Bazar Del Sabado                      |
| 31 de mayo de 2024      | San Salvador        | El Salvador | Complejo Estadio Cuscatlán            |
| 29 de junio de 2024     | Villavicencio       | Colombia    | Parque Las Malocas                    |
| 2 de noviembre de 2024  | Cali                | Colombia    | Arena Cañaveralejo                    |
| 15 de noviembre de 2024 | Bogotá              | Colombia    | Coliseo Medplus                       |
| 16 de noviembre de 2024 | Medellín            | Colombia    | La Macarena                           |